# さばえ近松文学賞
さばえ近松文学賞（さばえちかまつぶんがくしょう）は、かつて開催されていた、日本の文学賞。

## 概要
福井県鯖江市立待地区で幼少期を過ごした江戸時代の人形浄瑠璃作家、近松門左衛門にちなみ、2013年に創設された。近松の里づくり事業推進会議が主催、鯖江市、鯖江市教育委員会、福井新聞社、福井テレビが共催している。近松が恋愛物を多く世に出したことにちなみ、恋にまつわる短編小説が募集される。分量は、400字詰め原稿用紙10枚まで。題材は不問だが、最低1箇所は鯖江に関するものを入れる必要がある。オリジナルで未発表のものに限る。年齢・性別・職業・国籍は問われない。近松賞には賞金10万円と賞状・副賞が、優秀賞には賞金3万円と賞状・副賞が、佳作には賞金1万円と賞状・副賞が、松平昌親賞（学生部門）には図書券1万円と賞状・副賞が、それぞれ与えられる。近松賞受賞作は福井新聞に掲載される。入賞作品は鯖江市ウェブサイトに掲載され、また電子書籍で販売される。

## 受賞作一覧
| 年     | 応募総数 | 賞                        | 受賞作                               | 著者       |
| ------ | -------- | ------------------------- | ------------------------------------ | ---------- |
| 2013年 | 556編    | 近松賞                    | 「恋の手本」                         | 徳山容子   |
| 2013年 | 556編    | 優秀賞                    | 「もじずりの椀」                     | 中野純賢   |
| 2013年 | 556編    | 優秀賞                    | 「オシドリの恋」                     | 瀧本文絵   |
| 2013年 | 556編    | 優秀賞                    | 「たまて箱」                         | 関弘子     |
| 2013年 | 556編    | 佳作                      | 「赤い竜 - 幕末水戸天狗党異聞」      | 岡部晋一   |
| 2013年 | 556編    | 佳作                      | 「妖」                               | 小山和子   |
| 2013年 | 556編    | 佳作                      | 「牡丹慕情」                         | 長谷川勲   |
| 2014年 | 465編    | 近松賞                    | 「大坂新町はすかい慕情」             | 原里佳     |
| 2014年 | 465編    | 優秀賞                    | 「人形の伝言」                       | 菅原哲夫   |
| 2014年 | 465編    | 優秀賞                    | 「シャル ウィー？」                  | 古林邦和   |
| 2014年 | 465編    | 優秀賞                    | 「水底の櫛」                         | 成田えりこ |
| 2014年 | 465編    | 佳作                      | 「紬歌をもう一度」                   | 馬来田朋恵 |
| 2014年 | 465編    | 佳作                      | 「匠九代娘」                         | 二川夏紀   |
| 2014年 | 465編    | 佳作                      | 「捨てる女 拾う女」                  | 田中園枝   |
| 2014年 | 465編    | 佳作                      | 「石田縞恋歌」                       | 後藤利巳   |
| 2014年 | 465編    | 佳作                      | 「帰省」                             | 立野裕大   |
| 2014年 | 465編    | 松平昌親賞 （学生部門）   | 「レンズの向こう側」                 | 德永雅     |
| 2014年 | 465編    | 審査員特別賞 （学生部門） | 「彼と私をツナグもの」               | 竹澤彩里   |
| 2015年 | 458編    | 近松賞                    | 「夢の夢こそ」                       | 牧康子     |
| 2015年 | 458編    | 優秀賞                    | 「かささぎ橋」                       | 山田密     |
| 2015年 | 458編    | 優秀賞                    | 「ビー玉じゃなくエー玉」             | 堂埜咲代子 |
| 2015年 | 458編    | 優秀賞                    | 「絹唄」                             | 荒川栄美   |
| 2015年 | 458編    | 佳作                      | 「クレマチス越しの視線」             | 山野内綾香 |
| 2015年 | 458編    | 佳作                      | 「桜切り」                           | 後藤眞吉   |
| 2015年 | 458編    | 佳作                      | 「いくひさしく」                     | 杉原佳菜   |
| 2015年 | 458編    | 佳作                      | 「仄聞 - 白鬼女橋」                  | 渡利與一郎 |
| 2015年 | 458編    | 佳作                      | 「こう姫」                           | 山本淳子   |
| 2015年 | 458編    | 松平昌親賞 （学生部門）   | 「君に会うために」                   | 塩田きよら |
| 2016年 | 446編    | 近松賞                    | 「眼鏡と先輩」                       | 上野陽平   |
| 2016年 | 446編    | 優秀賞                    | 「妙空尼の恋」                       | 中野純賢   |
| 2016年 | 446編    | 優秀賞                    | 「誘発」                             | 石井泰子   |
| 2016年 | 446編    | 佳作                      | 「雅代の白い花」                     | 渡辺庸子   |
| 2016年 | 446編    | 佳作                      | 「千姫の初恋」                       | 西村一江   |
| 2016年 | 446編    | 佳作                      | 「銀の花かんざし」                   | 鷲田恒郎   |
| 2016年 | 446編    | 佳作                      | 「季節を過ぎた公園で」               | 井原敏貴   |
| 2016年 | 446編    | 佳作                      | 「恋は柔らかに」                     | 松尾智恵子 |
| 2016年 | 446編    | 松平昌親賞 （学生部門）   | 「ミズバショウ」                     | 北﨑花那子 |
| 2017年 | 372編    | 近松賞                    | 「漆掻きの本懐」                     | 西村一江   |
| 2017年 | 372編    | 優秀賞                    | 「漆を繋ぐ」                         | 朝川圭子   |
| 2017年 | 372編    | 優秀賞                    | 「父の小さな恋人」                   | 浅野憲治   |
| 2017年 | 372編    | 優秀賞                    | 「冬薔薇」                           | 穐山定文   |
| 2017年 | 372編    | 佳作                      | 「しのぶれど音に出でにけりわが恋は」 | 中内慈子   |
| 2017年 | 372編    | 佳作                      | 「びいどろ風鈴」                     | 東灘卓哉   |
| 2017年 | 372編    | 佳作                      | 「冬の向こう」                       | 秋田恵子   |
| 2017年 | 372編    | 佳作                      | 「ふわり」                           | 山本陽子   |
| 2017年 | 372編    | 佳作                      | 「わたしの好きな、橙」               | 十川秋     |
| 2017年 | 372編    | 松平昌親賞 （学生部門）   | 「送られることのないラブレター」     | 守屋佑香   |
| 2018年 | 298編    | 近松賞                    | 「糸」                               | 石井泰子   |
| 2018年 | 298編    | 優秀賞                    | 「絹肌の男」                         | 朝川圭子   |
| 2018年 | 298編    | 佳作                      | 「彼女の言うとおり」                 | 山本築     |
| 2018年 | 298編    | 佳作                      | 「脳内フィアンセ」                   | 南理維     |
| 2018年 | 298編    | 佳作                      | 「私の命」                           | 西岡晃子   |
| 2018年 | 298編    | 松平昌親賞 （学生部門）   | 「初恋は雨空の下」                   | 香高百柚   |

## 審査員
| 年     | 審査委員長 | 審査員                         | 特別審査員 |
| ------ | ---------- | ------------------------------ | ---------- |
| 2013年 | 林哲治     | 土山彌一郎、水間貴子、高島建夫 | 阿木燿子   |
| 2014年 | 林哲治     | 土山彌一郎、水間貴子、高島建夫 | 藤田宜永   |
| 2015年 | 林哲治     | 土山彌一郎、水間貴子、高島建夫 | 藤田宜永   |
| 2016年 | 林哲治     | 土山彌一郎、水間貴子、高島建夫 | 桂美人     |